# Klaus Wolfermann
Klaus Wolfermann, född 31 mars 1946 i Altdorf bei Nürnberg, Bayern, död 18 december 2024, var en tysk spjutkastare som tävlade för Västtyskland under sin aktiva karriär.
Han tog OS-guld i spjutkastning vid friidrottstävlingarna 1972 i München.